# Якщо вона помре
Якщо вона помре (англ. If She Dies) — перший сегмент 5-го епізоду 1-го сезону телевізійного серіалу «Зона сутінків».

## Сюжет
Рік тому Пол Марано, ще молодий чоловік, батько маленької дівчинки на ім'я Кеті, втратив дружину й тепер живе один разом зі своєю дитиною. Одного дня Пол, підвозячи Кеті до школи та їдучи на роботу, потрапляє в автомобільну катастрофу, в результаті якої він сам залишається майже неушкодженим, а його дочка отримує серйозні поранення, які можуть становити загрозу її життю, та впадає в кому. Лікарі зазначають, що життєві функції організму Кеті згасають, та не дають ніяких гарантій, що вона буде жити. Повертаючись з лікарні, де знаходиться його дочка, Пол помічає на даху сирітського притулку при монастирі силует маленької дівчинки. Через деякий час, глянувши знову на те саме місце, вже не бачить її. Після цього чоловік приходить до притулку та каже його працівниці, вже не молодій черниці, що бачив на даху маленьку дівчинку, на що та відповідає, що наразі в притулку дітей взагалі немає, тому ніякої дівчинки там бути не може. Далі Пол купує там само на розпродажу ліжко ще античних часів майже за безцінь та їде додому. Вночі до нього підходить привид дівчинки Сари, який оселився в будинку разом з ліжком, та просить його спочатку знайти їй Тобі, а потім — пройти з нею до новопридбаного ліжка. Після цього вона спочатку засинає, а потім взагалі зникає. Наступного дня Пол дізнається від тієї самої черниці, в якої купив ліжко, що Сара померла багато років тому, ще до його народження, від сухот, а Тобі — іграшкове ведмежа, яке належало їй, так само, як і річ, яку він придбав минулого разу. Однак Тобі, на відміну від інших речей, які виставлялися на розпродаж, черниця відмовляється віддати, заявивши, що ця іграшка їй дорога, як пам'ять. Проте Полу вдається її вмовити, після чого він купує в неї Тобі та відвозить додому. Далі Пол без дозволу лікарів забирає з лікарні все ще непритомну Кеті й також відвозить додому. Після цього він кладе свою дочку до того самого ліжка з надією, що воно поверне її до життя. Саме це й відбулося в той момент, коли він був вже майже в розпачі та зневірився, що це якось допоможе. Спочатку дівчинка кличе батька, а потім просить у нього дати їй Тобі. Наприкінці епізоду вкрай приголомшений Пол розуміє, що цими речами — ведмедиком Тобі та ліжком — він вселив в тіло своєї дочки душу померлої багато років тому Сари.

## Оповідь

### Початкова оповідь
«Що, якби Пол Марано повернув праворуч, а не ліворуч? Що, якби він загальмував на соту долю секунди раніше? Або якби, якби, якби… Слово звучить, неначе скажений годинник, який намагається відвоювати всього лише одну трагічну секунду в зони сутінків».

## Цікаві факти
- Епізод не має заключної оповіді.
- Акторка Нен Мартін, що грала роль однієї з черниць, знялася також в іншому епізоді серіалу — «Неймовірний світ Горейс Форд» (англ. The Incredible World of Horace Ford).

## Ролі виконують
- Тоні Ло Бьянко — Пол Марано
- Нен Мартін — перша черниця
- Андреа Бербер — Кеті Марано
- Дженні Льюїс — Сара
- Джон Говенс — доктор Брайс
- Донна Джин Ленсінг — друга черниця
- Адель Міллер — медсестра

## Реліз
Прем'єрний показ епізоду відбувся у Великій Британії 25 жовтня 1985.